# هيلين فلاندرز دونبار
هيلين فلاندرز دونبار (بالإنجليزية: Helen Flanders Dunbar)‏ هي طبيبة وطبيبة نفسية أمريكية، ولدت في 14 مايو 1902 في شيكاغو في الولايات المتحدة، وتوفيت في 21 أغسطس 1959. كانت تنظر إلى المريض على أنه مزيج من النفس والقليل من الجسد والروح، وكلا الجانبين يحتاج إلى العلاج من أجل العناية بالمريض بكفاءة. حصلت دونبار على شهادات علمية في الرياضيات وعلم النفس والإلهيات والفلسفة والطب. أسست دونبار الجمعية النفسية الجسمية الأمريكية في عام 1942 وكانت أول محررة لمجلتها. بالإضافة إلى إدارة العديد من اللجان الأخرى الملتزمة بمعالجة المريض بالكامل، كتبت دونبار ووزعت معلومات تخص الصحة العامة، بما في ذلك تنمية الطفل والدعوة إلى رعاية الصحة العقلية بعد الحرب العالمية الثانية.

## الحياة
ولدت هيلين فلاندرز دونبار، وهي الابنة الكبرى لأسرة ثرية، في شيكاغو، إلينوي في 14 مايو عام 1902. كان والدها، فرانسيس ويليام دونبار (1868-1939)، مهندسًا كهربائيًا وعالمًا في الرياضيات ومحامي براءات اختراع. كانت والدتها، إديث فون فلاندرز (1871-1963)، عالمة أنساب ومترجمة محترفة. ولد شقيقها فرانسيس عام 1906.
عندما كانت طفلة، عانت دونبار من سوء التغذية؛ رغم ادعاءاتها المضللة في وقت لاحق بأنها عانت من شلل الأطفال، وتشخيصها من قبل طبيب أطفال بشكل عضلي من كساح الأطفال («شلل كساحي زائف»). بسبب مرضها، وُصفت دونبار بأنها طفلة انفعالية وشديدة التوتر. من الممكن أن تكون قد عانت من أحد أشكال السوداوية في سن الخامسة عشرة.
في سن الثانية عشرة، انتقلت دونبار وعائلتها إلى مانشستر، فيرمونت نتيجة لتورط والدها في دعوى قضائية كبرى مع مريض. تأثرت دونبار بشدة بوالدتها وجدتها وعمتها. كانت والدتها ربة منزل ونسوية متحمسة. كانت جدة دونبار، سارة إيد فلاندرز، أرملة كاهن أسقفي. أعربت عمتها، إلين إيد فلاندرز، ذات مرة عن رغبتها في أن تصبح مبشرة طبية. استُخدمت عدة كلمات في وصف هيلين لاحقًا، منها داهية ومتلاعبة وعنيدة ومستبدة. تأثرت دونبار أيضًا بوالدها. كانت انطوائية للغاية وموهوبة للغاية، تعكس طبيعة والدها الخجولة وشبه المنعزلة. كانت دونبار أسقفية طوال حياتها مع ميول كنسية قوية رغم أنها كانت بعيدة عن الممارسة إلى حد كبير في سنواتها الأخيرة.

## التعليم
درست دونبار على أيدي معلمين خاصين وفي مدارس خاصة. بدأت تعليمها في مدرسة المختبرات في شيكاغو. تخرجت من كلية برين ماور بدرجة بكالوريوس في الآداب (تخصص مزدوج في الرياضيات وعلم النفس) عام 1923. حصلت على درجة الدكتوراة في العلوم من جامعة كولومبيا في عام 1935. ركزت دونبار على أدب العصور الوسطى ودانتي، ما أثر على ممارستها الطبية والأساليب العلاجية التي اتبعتها. في أثناء وجودها في جامعة كولومبيا، التحقت بمدرسة الاتحاد اللاهوتية. في عام 1927، تخرجت من كلية الاتحاد اللاهوتية حاصلةً على شهادة في الإلهيات، وأتمت عامها الأول في كلية الطب بجامعة ييل.
في جامعة كولومبيا، كانت دونبار قائدة فكرية معترف بها، إذ لعبت دورًا أساسيًا في الطب النفسي للاتصال والاستشارة. أثناء وجودها في كلية الاتحاد اللاهوتية، مُنحت زمالة السفر للطالب المتميز واغتنمت هذه الفرصة للسفر إلى أوروبا في عام 1929 وزيارة كل من هيلين دويتش وفيليكس دويتش في فيينا، بالإضافة إلى بورڠوزلي، وهي عيادة الطب النفسي في جامعة زيورخ، مع كارل يونغ. تدربت أيضًا مع أنطون بوازن (1876-1965)، وهو أحد مؤسسي حركة التعليم الرعوي الطبي، في مستشفى ورسستر الحكومي في صيف عام 1925.

## المهنة والمنح الدراسية
في أثناء وجودها في معهد اللاهوت الاتحادي، قابلت أنطون بوازن، الذي عرّفها على برنامج تدريبي في ورسستر. عملت دونبار في قسم الخدمة الاجتماعية ودرست الرموز والرمزية في مرض الفصام. أدت صداقتها مع بوازن إلى مساعدتها له عند دخوله إلى المستشفى النفسي للمرة الثانية ودعمها الفعال لاهتماماته في الهيكلة الرسمية للحركة في مجلس التدريب السريري.
لعبت دونبار دورًا أساسيًا في مراحل حركة التعليم الرعوي الطبي التي جلبت طلاب اللاهوت ورجال الدين إلى المستشفيات والعيادات من أجل الرعاية الرعوية والتدريب الإرشادي، ولكنها لم تشارك كثيرًا بعد أواخر الثلاثينيات من القرن العشرين. كانت تؤمن بأهمية التدريب الطبي السريري لرجال الدين ودور الرموز في فهم المرض. كانت أول مديرة طبية (1930-1942) لمجلس التدريب السريري للطلاب اللاهوتيين في مدينة نيويورك. كانت أيضًا مديرة اللجنة المشتركة للدين والطب في المجلس الفيدرالي لكنائس المسيح في أمريكا وأكاديمية نيويورك للطب من عام 1931 حتى عام 1936. كانت معلمة في معهد نيويورك للتحليل النفسي من عام 1941 حتى عام 1949. أسست الجمعية النفسية الجسمية الأمريكية في عام 1942 وكانت أول محررة لمجلة الطب النفسي الجسمي.
كانت دونبار أيضًا مهتمة بالصحة العامة. ألّفت كتبًا عن تنمية الطفل لمساعدة الآباء. بالإضافة إلى ذلك، كتبت عن جهودها المكثفة والإنجيلية لنشر فضائل وقيم رعاية الصحة العقلية بعد انتهاء الحرب العالمية الثانية.

## البحث والإلهام
اعتقدت دونبار أن جانبي النفس والبدن وجانبي الجسد والروح مرتبطان ارتباطًا وثيقًا ويجب على الطبيب أن يهتم بكليهما أراد أن يتعافى المريض تمامًا. كانت تراقب المريض في عالمه الخاص أولًا، وبعد ذلك، كانت تدمج ما فهمته مع الأعراض التي أدت إلى تشخيص المرض. اعتمدت على العمل التأسيسي لجون ديوي وويليام جيمس، اللذين كانوا يرون المرضى كبشر يتشاركون ديناميكيًا في بيئة واحدة شكلتهم وحوَّلتهم. كانت أول من حاول إجراء بحث حول فعالية الرعاية الأبرشية في عملية الشفاء. مع ذلك لم تكن النتائج حاسمة. لم تكن قادرة على استثمار الأمور الجوهرية التي تعلمتها في محاولة سد الفجوة سريع التوسع بين الدين والطب النفسي.
الحياة اللاحقة والموت
قرب نهاية حياتها، عانت دونبار من طبع أذى النفس وإدمان الكحول. سببت هذه السلوكيات إزالتها من منصبها في الجمعية النفسية الجسمية الأمريكية. عزلت قادة مجلس التدريب السريري للطلاب اللاهوتيين. بالإضافة إلى ذلك، فقدت منصبها كمديرة طبية بعد أن طالبت بالالتزام بنسختها الخاصة من التحليل النفسي الأرثوذكسي. انتحر سكرتير سابق كان صديقًا مقربًا لها ومريضًا سابقًا لديها. في عام 1954، تعرضت لحادث سيارة خطير وتورطت في ارتباط مكلف مع مريض سابق. في 21 أغسطس عام 1959، عُثر على دونبار تطفو ووجهها إلى الأسفل في المسبح الخاص بها. أشارت التوقعات الأولية إلى الانتحار. مع ذلك، سجل الطبيب الشرعي حالة وفاة ناتجة عن غرق. رُجح أن سبب الغرق كان نوبة قلبية.